# ハクサンアマゾネス
ハクサンアマゾネス（欧字名:Hakusan Amazones、2017年3月6日 - ）は、日本の競走馬。主な勝ち鞍は2023年・2024年の兵庫クイーンカップ、2021年からの百万石賞4連覇・利家盃4連覇、2023年・2024年の兵庫サマークイーン賞、2020年の石川ダービー、ノトキリシマ賞など。重賞25勝を挙げており、平地重賞における日本最多勝記録および日本競馬の最多重賞タイ記録を持っている。2020年・2021年・2023年の金沢競馬年度代表馬である。
馬名の由来は、冠名＋女戦士。

## 戦績

### 生い立ち
父親のシルポートは現役時代にマイラーズカップを連覇するなど、中央競馬のマイル重賞を3勝した。現役中に2度馬主名義人が変更されており、引退時の馬主はハクサンアマゾネスのオーナーである河崎五市となっていた。
本馬は2017年度産駒の1頭である。

### 3歳（2020年）
金沢競馬の加藤和義厩舎に所属し、4月5日に行われた令和2年度オープニング賞(3歳)で吉原寛人を背にデビュー。1.4倍の圧倒的人気にこたえて2着に6馬身差をつける形で圧勝する。昇級初戦も勝ち切ると、次戦として6月2日に行われるノトキリシマ賞を選択。2番人気に支持されたものの、3コーナーから他馬を突き放し、2着の馬を寄せ付けず、8馬身差をつけて完勝。デビュー3連勝で重賞初制覇を飾った。その後、同月に行われた石川ダービーも最終直線で先頭に立ち、最終的に2着馬にクビ差まで攻められるも、何とか押し切り重賞2勝目にして、無敗のダービー馬となった。その後は特別戦を1戦挟み、7月28日のMRO金賞に出走も、3〜4コーナー中間地点に一度先頭に立つが、差されて3着。単勝1.2倍に支持された加賀友禅賞では、直線で迫るドンナフォルテを振り切り重賞3勝目を飾った。A11戦をファストフラッシュの3着で終わると、12日後のお松の方賞は、先手を取ってそのまま逃げ切り優勝した。12月6日に行われた中日杯でも、先手を奪い後続を4馬身引き離す逃げ切りで快勝。重賞5勝目を挙げた。
2021年1月18日、この年の活躍が評価され、2020年の金沢競馬における年度代表馬に選出された。

### 4歳（2021年）
金沢競馬の休催期間を利用して船橋・矢野義幸厩舎に転厩。南関東初戦は浦和競馬場で行われた早春賞（A2下）で、スターライトブルーの2着に終わる。次走に交流重賞初出走となるエンプレス杯（GII）を選択も、後方からの競馬となり7着。未勝利で金沢に戻り、翌年以降は競馬休催中も金沢に所属して休養に充てるようになった。2年連続して金沢競馬の年度代表馬に選出された。

### 5歳（2022年）
JRA交流重賞の白山大賞典こそ11着と惨敗したが、2022年は利家盃・百万石賞・お松の方賞を制した。年度代表馬はスーパーバンタムとなり、3年連続の選出は逃した。

### 6歳（2023年）
3月14日、放牧明けで久々の自己条件戦となる桜暦特別に出走するが、オヌシナニモノの2着に敗れ、自身初の2連敗を喫した。しかし、4月9日に行われた金沢競馬移転50周年記念を5馬身差で勝ち切ると、3連覇を目指して出走した利家盃では好スタートから果敢に逃げて2着に7馬身差をつけて圧勝。金沢競馬史上初の利家盃3連覇を飾った。そして利家盃と同じく3年連続での挑戦となった百万石賞では前走と同じく逃げの手を打ち、最終的に2着に2.9秒差をつける大差勝ちでこちらも3連覇を達成。また、この勝利によって重賞通算17勝目となり、オグリキャップ、ブライアンズロマンと並ぶ重賞勝利数3位タイとなった。夏は2年ぶりに遠征し、園田の兵庫サマークイーン賞では好位から抜け出して金沢以外の競馬場での初勝利を飾ったが、続く名古屋の秋桜賞では終盤見せ場なく後退し殿負けに終わった。金沢に戻って自己条件の特別戦を9馬身差で快勝した後、再度園田に遠征し兵庫クイーンカップに出走。兵庫ダービー馬・スマイルミーシャに1番人気を譲ったものの、レースでは第3コーナーで先頭に立つと追いすがるスマイルミーシャを突き放し重賞19勝目とするとともに、金沢競馬場でデビューした牝馬として初めて獲得賞金1億円を突破した。続く中日杯でも快勝し、カツゲキキトキトと並ぶ平地重賞20勝の最多タイ記録を達成した。さらに12月27日の金沢ファンセレクトカップではオヌシナニモノを4馬身退け、平地重賞21勝として最多記録を更新した。
翌2024年1月15日、金沢競馬における2023年年度代表馬に2年ぶり3回目の選出となった。

### 7歳（2024年）
自己条件の特別戦から始動し、利家盃・百万石賞を制覇した。その後7月12日に園田で行われた兵庫サマークイーン賞に出走し、3番手から進んで直線で進出すると逃げたアンティキティラに1と1/2馬身差をつけ、このレースを連覇した。その後、8月の読売レディス杯は3着、9月の秋桜賞は2着に敗れるも、10月30日に園田で行われた第21回兵庫クイーンカップに出走。スタートから最後方となったが、2周目向こう正面で早々とスパートすると3コーナー過ぎに先頭に立ち、その後は後続に影すら踏ませず2着のスマイルミーシャに2馬身半差をつけて前年に続く連覇を達成。この勝利で重賞勝利を25とし、ばんえい競馬のオレノココロが保持する日本最多重賞記録に並んだ。
11月17日、12月1日に行われる中日杯をもって現役を引退し、12月3日に引退式を行うことを発表した。予定通り12月1日、中日杯に出走。マリンデュンデュンの2着に敗れ、国内地方重賞26勝目の重賞勝利数の新記録達成にはならず、ばんえい競馬のオレノココロと並ぶタイ記録のまま引退となった。2日後の12月3日に引退式が行われ、多くのファンが最後の雄姿を見送った。翌4日付で競走馬登録を抹消された。

## 競走成績
以下の内容は、JBISサーチ、netkeiba.comに基づく。
| 競走日     | 競馬場 | 競走名                                  | 格     | 距離（馬場）  | 頭 数 | 枠 番 | 馬 番 | オッズ （人気） | 着順 | タイム （上り3F） | 着差 | 騎手      | 斤量 [kg] | 1着馬（2着馬）         | 馬体重 [kg] |
| ---------- | ------ | --------------------------------------- | ------ | ------------- | ----- | ----- | ----- | --------------- | ---- | ----------------- | ---- | --------- | --------- | ---------------------- | ----------- |
| 2020.04.05 | 金沢   | 令和2年度オープニング                   | B4     | ダ1400m（稍） | 9     | 8     | 9     | 001.40（1人）   | 01着 | R1:34.0（40.8）   | -1.3 | 0吉原寛人 | 54        | （サンディロン）       | 465         |
| 0000.04.21 | 金沢   | A5                                      |        | ダ1400m（不） | 8     | 7     | 7     | 001.60（1人）   | 01着 | R1:32.4（39.6）   | -0.5 | 0堀場裕充 | 54        | （アナハ）             | 468         |
| 0000.05.17 | 金沢   | ノトキリシマ賞                          | 重賞   | ダ1500m（稍） | 11    | 8     | 11    | 002.20（2人）   | 01着 | R1:37.9（39.1）   | -1.6 | 0吉原寛人 | 54        | （ドンナフォルテ）     | 468         |
| 0000.06.02 | 金沢   | 石川ダービー                            | 重賞   | ダ2000m（良） | 11    | 7     | 9     | 001.90（1人）   | 01着 | R2:14.5（39.2）   | -0.1 | 0吉原寛人 | 55        | （フジヤマブシ）       | 463         |
| 0000.06.28 | 金沢   | タチアオイ賞                            | B1二下 | ダ1500m（重） | 9     | 1     | 1     | 001.30（1人）   | 01着 | R1:36.5（38.2）   | -1.9 | 0吉原寛人 | 53        | （ナムラモア）         | 464         |
| 0000.07.28 | 金沢   | MRO金賞                                 | 重賞   | ダ1900m（不） | 10    | 7     | 8     | 002.60（2人）   | 03着 | R2:04.4（40.9）   | -0.2 | 0吉原寛人 | 54        | フジヤマブシ           | 464         |
| 0000.08.23 | 金沢   | 加賀友禅賞                              | 重賞   | ダ1400m（良） | 11    | 7     | 9     | 001.20（1人）   | 01着 | R1:29.6（39.9）   | -0.3 | 0吉原寛人 | 54        | （ドンナフォルテ）     | 464         |
| 0000.10.13 | 金沢   | 倶利伽羅源平の郷賞                      | A1一   | ダ1500m（良） | 7     | 5     | 5     | 001.60（1人）   | 03着 | R1:35.2（38.4）   | -0.6 | 0吉原寛人 | 52        | ファストフラッシュ     | 457         |
| 0000.10.25 | 金沢   | お松の方賞                              | 重賞   | ダ1900m（重） | 12    | 6     | 8     | 001.90（1人）   | 01着 | R2:03.1（40.1）   | -0.5 | 0吉原寛人 | 53        | （ジェネラルエリア）   | 459         |
| 0000.12.06 | 金沢   | 中日杯                                  | 重賞   | ダ2000m（不） | 12    | 5     | 5     | 004.20（2人）   | 01着 | R2:08.7（38.6）   | -0.8 | 0吉原寛人 | 52        | （トウショウデュエル） | 456         |
| 2021.02.02 | 浦和   | 早春賞                                  | A2下   | ダ2000m（重） | 11    | 1     | 1     | 002.90（1人）   | 02着 | R2:09.9（39.6）   | -0.3 | 0吉原寛人 | 55        | スターライトブルー     | 449         |
| 0000.03.04 | 川崎   | エンプレス杯                            | JpnII  | ダ2100m（良） | 11    | 7     | 9     | 075.10（7人）   | 07着 | R2:16.3（40.4）   | -2.2 | 0小杉亮   | 55        | マルシュロレーヌ       | 447         |
| 0000.04.11 | 金沢   | JBCイヤー記念                           | 重賞   | ダ1400m（良） | 9     | 1     | 1     | 001.80（1人）   | 01着 | R1:27.0（37.6）   | -0.8 | 0吉原寛人 | 54        | （ファストフラッシュ） | 450         |
| 0000.05.04 | 金沢   | 徽軫賞                                  | 重賞   | ダ1500m（稍） | 12    | 5     | 5     | 001.10（1人）   | 02着 | R1:34.2（38.4）   | -0.7 | 0吉原寛人 | 55        | ネオアマゾネス         | 452         |
| 0000.05.16 | 金沢   | 利家盃                                  | 重賞   | ダ2000m（重） | 9     | 8     | 9     | 001.40（1人）   | 01着 | R2:08.3（38.4）   | -0.3 | 0吉原寛人 | 54        | （エイシンレーザー）   | 449         |
| 0000.06.15 | 金沢   | 百万石賞                                | 重賞   | ダ2100m（稍） | 12    | 6     | 8     | 001.50（1人）   | 01着 | R2:15.3（38.3）   | -0.2 | 0吉原寛人 | 55        | （ファストフラッシュ） | 441         |
| 0000.07.25 | 金沢   | 北国王冠                                | 重賞   | ダ2000m（良） | 10    | 8     | 9     | 001.50（1人）   | 01着 | R2:08.7（38.2）   | -0.4 | 0吉原寛人 | 55        | （ファストフラッシュ） | 445         |
| 0000.11.03 | 金沢   | JBCレディスクラシック                   | JpnI   | ダ1500m（良） | 12    | 5     | 5     | 043.70（9人）   | 11着 | R1:34.5（38.3）   | -2.4 | 0吉原寛人 | 55        | テオレーマ             | 453         |
| 0000.11.15 | 金沢   | 読売レディス杯                          | 重賞   | ダ1500m（重） | 9     | 2     | 2     | 001.90（1人）   | 01着 | R1:32.8（37.8）   | -0.3 | 0吉原寛人 | 55        | （マルカンセンサー）   | 449         |
| 0000.12.12 | 金沢   | 中日杯                                  | 重賞   | ダ2000m（不） | 11    | 8     | 12    | 001.20（1人）   | 01着 | R2:08.6（38.0）   | -0.3 | 0吉原寛人 | 54        | （トップロイヤル）     | 451         |
| 2022.04.24 | 金沢   | 金沢スプリングC                         | 重賞   | ダ1900m（良） | 9     | 8     | 10    | 001.20（1人）   | 02着 | R2:03.8（39.0）   | -0.9 | 0吉原寛人 | 54        | ファストフラッシュ     | 453         |
| 0000.05.15 | 金沢   | 利家盃                                  | 重賞   | ダ2000m（稍） | 9     | 8     | 8     | 001.70（1人）   | 01着 | R2:06.9（38.3）   | -0.5 | 0吉原寛人 | 54        | （スギノグローアップ） | 448         |
| 0000.06.14 | 金沢   | 百万石賞                                | 重賞   | ダ2100m（良） | 8     | 6     | 6     | 001.20（1人）   | 01着 | R2:14.7（39.3）   | -1.4 | 0吉原寛人 | 55        | （ファストフラッシュ） | 449         |
| 0000.10.04 | 金沢   | 白山大賞典                              | JpnIII | ダ2100m（良） | 12    | 5     | 5     | 019.20（7人）   | 11着 | R2:20.5（45.4）   | -7.4 | 0吉原寛人 | 52        | ケイアイパープル       | 466         |
| 0000.11.01 | 金沢   | お松の方賞                              | 重賞   | ダ1500m（稍） | 12    | 7     | 9     | 001.50（1人）   | 01着 | R1:34.3（37.2）   | -0.2 | 0吉原寛人 | 55        | （シーアフェアリー）   | 459         |
| 0000.12.11 | 金沢   | 中日杯                                  | 重賞   | ダ2000m（不） | 12    | 7     | 10    | 001.20（1人）   | 02着 | R2:07.3（37.9）   | -0.1 | 0吉原寛人 | 54        | ヴェノム               | 455         |
| 2023.03.14 | 金沢   | 桜暦特別                                | A1一   | ダ1400m（重） | 8     | 4     | 4     | 001.90（1人）   | 02着 | R1:28.0（37.4）   | -0.5 | 0堀場裕充 | 55        | オヌシナニモノ         | 454         |
| 0000.04.09 | 金沢   | 金沢競馬移転50周年記念                  | 重賞   | ダ1900m（稍） | 7     | 6     | 6     | 001.90（1人）   | 01着 | R2:02.0（38.4）   | -1.0 | 0吉原寛人 | 54        | （エムティアンジェ）   | 452         |
| 0000.05.07 | 金沢   | 利家盃                                  | 重賞   | ダ2000m（不） | 9     | 5     | 5     | 001.40（1人）   | 01着 | R2:07.9（39.2）   | -1.5 | 0吉原寛人 | 55        | （トランスナショナル） | 450         |
| 0000.06.04 | 金沢   | 百万石賞                                | 重賞   | ダ2100m（稍） | 12    | 6     | 7     | 001.10（1人）   | 01着 | R2:15.0（39.1）   | -2.9 | 0吉原寛人 | 55        | （ガムラン）           | 455         |
| 0000.07.14 | 園田   | 兵庫サマークイーン賞                    | 重賞I  | ダ1700m（稍） | 11    | 5     | 5     | 001.50（1人）   | 01着 | R1:53.3（38.5）   | -0.5 | 0吉原寛人 | 55        | （ジュランビル）       | 455         |
| 0000.09.05 | 名古屋 | 秋桜賞                                  | SPI    | ダ1700m（良） | 10    | 3     | 3     | 001.50（1人）   | 10着 | R1:51.0（43.2）   | -3.2 | 0吉原寛人 | 56        | ブリーザフレスカ       | 453         |
| 0000.10.08 | 金沢   | ポイントで馬券が買える 楽天競馬特別     | A1一   | ダ1900m（良） | 08    | 8     | 8     | 001.10（1人）   | 01着 | R2:01.3（38.3）   | -1.8 | 0吉原寛人 | 56        | （ブラックワンダー）   | 456         |
| 0000.10.27 | 園田   | 兵庫クイーンカップ                      | 重賞II | ダ1870m（稍） | 12    | 7     | 9     | 002.30（2人）   | 01着 | R2:02:8（39.0）   | -0.5 | 0吉原寛人 | 55        | （スマイルミーシャ）   | 454         |
| 0000.12.03 | 金沢   | 中日杯                                  | 重賞   | ダ2000m（不） | 12    | 1     | 1     | 001.50（1人）   | 01着 | R2:07.4（38.3）   | -0.6 | 0堀場裕充 | 54        | （テトラルキア）       | 459         |
| 0000.12.27 | 金沢   | 金沢ファンセレクトC                     | 重賞   | ダ1500m（不） | 8     | 4     | 4     | 001.10（1人）   | 01着 | R1:32.7（37.2）   | -0.8 | 0吉原寛人 | 55        | （オヌシナニモノ）     | 458         |
| 2024.04.09 | 金沢   | スマホからポイントで投票！ 楽天競馬特別 | A1二   | ダ1700m（不） | 6     | 4     | 4     | 001.10（1人）   | 01着 | R1:48.4（39.3）   | -1.4 | 0堀場裕充 | 54        | （ガムラン）           | 453         |
| 0000.05.04 | 金沢   | 利家盃                                  | 重賞   | ダ2000m（良） | 9     | 1     | 1     | 001.00（1人）   | 01着 | R2:09.1（40.3）   | -1.6 | 0吉原寛人 | 55        | （エイシンアンヴァル） | 457         |
| 0000.06.02 | 金沢   | 百万石賞                                | 重賞   | ダ2100m（良） | 11    | 8     | 10    | 001.10（1人）   | 01着 | R2:14.9（39.3）   | -1.5 | 0吉原寛人 | 55        | （ダイヤモンドライン） | 455         |
| 0000.07.12 | 園田   | 兵庫サマークイーン賞                    | 重賞I  | ダ1700m（不） | 12    | 4     | 4     | 001.20（1人）   | 01着 | R1:51.5（39.4）   | -0.3 | 0吉原寛人 | 55        | （アンティキティラ）   | 455         |
| 0000.08.06 | 金沢   | 読売レディス杯                          | 重賞   | ダ1500m（良） | 10    | 6     | 6     | 001.40（1人）   | 03着 | R1:33.6（38.3）   | -0.3 | 0吉原寛人 | 55        | アンティキティラ       | 455         |
| 0000.09.05 | 名古屋 | 秋桜賞                                  | SPI    | ダ1700m（良） | 11    | 6     | 6     | 006.40（2人）   | 02着 | R1:47.8（38.1）   | -1.5 | 0吉原寛人 | 56        | キャリックアリード     | 452         |
| 0000.10.30 | 園田   | 兵庫クイーンカップ                      | 重賞II | ダ1870m（重） | 8     | 1     | 1     | 001.30（1人）   | 01着 | R2:04.8（39.7）   | -0.4 | 0吉原寛人 | 55        | （スマイルミーシャ）   | 454         |
| 0000.12.01 | 金沢   | 中日杯                                  | 重賞   | ダ2000m（不） | 12    | 5     | 5     | 001.30（1人）   | 02着 | R2:06.7（38.5）   | -0.4 | 0吉原寛人 | 56        | マリンデュンデュン     | 457         |

## 血統表
| ハクサンアマゾネスの血統    | ハクサンアマゾネスの血統                           | ハクサンアマゾネスの血統                | （血統表の出典）                        | （血統表の出典） |
| 父系                        | リファール系                                       | リファール系                            | リファール系                            | [ § 2 ]          |
| 父 シルポート 2005 鹿毛     | 父の父*ホワイトマズル White Muzzle 1990 鹿毛       | *ダンシングブレーヴ                     | Lyphard                                 | Lyphard          |
| 父 シルポート 2005 鹿毛     | 父の父*ホワイトマズル White Muzzle 1990 鹿毛       | *ダンシングブレーヴ                     | Navajo Princess                         |                  |
| 父 シルポート 2005 鹿毛     | 父の父*ホワイトマズル White Muzzle 1990 鹿毛       | Fair of the Furze                       | Ela-Mana-Mou                            | Ela-Mana-Mou     |
| 父 シルポート 2005 鹿毛     | 父の父*ホワイトマズル White Muzzle 1990 鹿毛       | Fair of the Furze                       | Autocratic                              |                  |
| 父 シルポート 2005 鹿毛     | 父の母スペランツァ 1998 栗毛                       | *サンデーサイレンス                     | Halo                                    | Halo             |
| 父 シルポート 2005 鹿毛     | 父の母スペランツァ 1998 栗毛                       | *サンデーサイレンス                     | Wishing Well                            |                  |
| 父 シルポート 2005 鹿毛     | 父の母スペランツァ 1998 栗毛                       | *フジャブ                               | Woodman                                 | Woodman          |
| 父 シルポート 2005 鹿毛     | 父の母スペランツァ 1998 栗毛                       | *フジャブ                               | Winters' Love                           |                  |
| 母 オークヒルズ 2002 黒鹿毛 | 母の父*ブライアンズタイム Brian's Time 1985 黒鹿毛 | Roberto                                 | Hail to Reason                          | Hail to Reason   |
| 母 オークヒルズ 2002 黒鹿毛 | 母の父*ブライアンズタイム Brian's Time 1985 黒鹿毛 | Roberto                                 | Bramalea                                |                  |
| 母 オークヒルズ 2002 黒鹿毛 | 母の父*ブライアンズタイム Brian's Time 1985 黒鹿毛 | Kelley's Day                            | Graustark                               | Graustark        |
| 母 オークヒルズ 2002 黒鹿毛 | 母の父*ブライアンズタイム Brian's Time 1985 黒鹿毛 | Kelley's Day                            | Golden Trail                            |                  |
| 母 オークヒルズ 2002 黒鹿毛 | 母の母*バロネッセ Baronesse 1996 鹿毛              | Theatrical                              | Nureyev                                 | Nureyev          |
| 母 オークヒルズ 2002 黒鹿毛 | 母の母*バロネッセ Baronesse 1996 鹿毛              | Theatrical                              | *ツリーオブノレッジ                     |                  |
| 母 オークヒルズ 2002 黒鹿毛 | 母の母*バロネッセ Baronesse 1996 鹿毛              | Baroness Direct                         | Blushing Groom                          | Blushing Groom   |
| 母 オークヒルズ 2002 黒鹿毛 | 母の母*バロネッセ Baronesse 1996 鹿毛              | Baroness Direct                         | Avum                                    |                  |
| 母系(F-No.)                 | バロネッセ(USA)系(FN:1-I)                          | バロネッセ(USA)系(FN:1-I)               | バロネッセ(USA)系(FN:1-I)               | [ § 3 ]          |
| 5代内の近親交配             | Hail to Reason 5×4, Northern Dancer 5×5            | Hail to Reason 5×4, Northern Dancer 5×5 | Hail to Reason 5×4, Northern Dancer 5×5 | [ § 4 ]          |
| 出典                        | 1. 2. 3. 4.                                        | 1. 2. 3. 4.                             | 1. 2. 3. 4.                             | 1. 2. 3. 4.      |